# Anexina A5
La anexina A5 (o anexina V) es una proteína celular del grupo de las anexinas. En la citometría de flujo, se suele utilizar para detectar células apoptóticas, debido a su capacidad para unirse a la fosfatidilserina, un marcador de apoptosis cuando se encuentra en la hemimembrana celular externa. La función de la anexina A5 es desconocida, aunque se ha propuesto que está implicada en la inhibición de la coagulación sanguínea al competir con la protrombina por los sitios de unión de la fosfatidilserina, y también por inhibir la actividad de la fosfolipasa A1. Estas propiedades se han observado en experimentos in vitro.

## Patología
Se han encontrado anticuerpos dirigidos contra la anexina A5 en pacientes con el síndrome antifosfolípido (APS), una enfermedad trombofílica asociada con una autoinmunidad contra compuestos de fosfolípidos.
En condiciones normales la anexina A5 forma un escudo alrededor de las moléculas de fosfolípidos con carga negativa. La formación de este escudo bloquea la entrada de los fosfolípidos en las reacciones de coagulación. En el síndrome antifosfolípidos, la formación del escudo se ve alterada por la interacción de los anticuerpos con la anexina A5. Sin el escudo, hay una mayor cantidad de moléculas de fosfolípidos en las membranas celulares, lo que acelera las reacciones de coagulación y causa la característica hipercoagulación del síndrome antifosfolípido.
La anexina A5 se muestra sobrerregulada en el cáncer papilar tiroideo.

## Usos de laboratorio
La anexina A5 se emplea como una sonda no cuantitativa para detectar células que expresan fosfatidilserina (PS) en la superficie celular, una característica observada en la apoptosis y otras formas de muerte celular. Las plaquetas también exponen fosfatidilserina y fosfatidiletanolamina en su superficie cuando se activan, lo que sirve como sitio de unión para diversos factores de coagulación.
El ensayo de afinidad de anexina A5 usa normalmente un conjugado de anexina A5 y un marcador fluorescente o enzimática, biotina u otras moléculas de marcaje, o un radioelemento, en un tampón adecuado (la unión de anexina A5 a aminofosfolípidos depende de Ca2+).
El ensayo combina la detección de la fosfatidilserina (PS) y la fosfatidiletanolamina (PE) de la membrana con la tinción del ADN nuclear con yoduro de propidio (PI) o 8-aminoactinomicina-D (AAD-7), distinguiéndose las células viables de las células apoptóticas y las células necróticas. La detección se lleva a cabo mediante citometría de flujo o un microscopio de fluorescencia.

## Interacciones
Se ha demostrado que la anexina A5 interactúa con el receptor del dominio de inserción de quinasa y la integrina beta 5.